# Bad as Me
Bad as Me è il diciassettesimo album in studio del cantautore statunitense Tom Waits.

## Tracce
Tutte le canzoni sono state scritte da Tom Waits e Kathleen Brennan.
1. Chicago - 2:15
2. Raised Right Men - 3:24
3. Talking at the Same Time - 4:14
4. Get Lost - 2:42
5. Face to the Highway - 3:43
6. Pay Me - 3:14
7. Back in the Crowd - 2:49
8. Bad as Me - 3:10
9. Kiss Me - 3:41
10. Satisfied - 4:05
11. Last Leaf - 2:56
12. Hell Broke Luce - 3:57
13. New Year's Eve - 4:32

## Deluxe Edition
1. She Stole the Blush - 2:50
2. Tell Me - 3:43
3. After You Die - 2:47